# هنگسبرگ
هنگسبرگ (به آلمانی: Hengsberg) یک منطقهٔ مسکونی در اتریش است که در لیبنیتس واقع شده‌است.